# Liste des films numéro un par année en France
Cette liste présente les films ayant occupé la première place du box-office en France chaque année depuis 1943.
Pour chaque film, l'année indiquée est celle de sa sortie initiale en France, et le nombre d'entrées mentionné est celui réalisé lors de la première exploitation, y compris celles de l'année (ou des années) suivant la sortie en cas d'exploitation prolongée.
En revanche, les entrées réalisées lors des reprises ou ressorties d'un film ne sont pas prises en compte a posteriori. Par exemple, le score réalisé par E.T. l'extra-terrestre en 1982 n'inclut pas les entrées cumulées lors de sa ressortie en 2002. Attention donc aux scores totaux de certains films qui peuvent être trompeurs, notamment les films d'animation qui sont souvent concernés par ce phénomène.

## Liste chronologique
| Année | Titre                                                | Réalisateur              | Année réalisation | Entrées    | Pays                                                                 |
| ----- | ---------------------------------------------------- | ------------------------ | ----------------- | ---------- | -------------------------------------------------------------------- |
| 1943  | La Fille du puisatier (sorti en 1940)                | Marcel Pagnol            | 1940              |            | Drapeau de la France                                                 |
| 1944  | Blanche-Neige et les Sept Nains (sorti en 1938)      | David Hand               | 1938              | 4 437 164  | Drapeau des États-Unis                                               |
| 1945  | Le Dictateur                                         | Charlie Chaplin          | 1940              | 8 030 641  | Drapeau des États-Unis                                               |
| 1946  | Pinocchio                                            | H. Luske - B. Sharpsteen | 1940              | 7 835 702  | Drapeau des États-Unis                                               |
| 1947  | Le Bataillon du ciel                                 | Alexander Esway          | 1947              | 8 649 691  | Drapeau de la France                                                 |
| 1948  | La Chartreuse de Parme                               | Christian-Jaque          | 1947              | 6 151 521  | Drapeau de la France · Drapeau de l'Italie                           |
| 1949  | Jeanne d’Arc                                         | Victor Fleming           | 1948              | 7 092 586  | Drapeau des États-Unis                                               |
| 1950  | Autant en emporte le vent                            | Victor Fleming           | 1938              | 14 563 937 | Drapeau des États-Unis                                               |
| 1951  | Samson et Dalila                                     | Cecil B. DeMille         | 1949              | 7 116 442  | Drapeau des États-Unis                                               |
| 1952  | Le Petit Monde de don Camillo                        | Julien Duvivier          | 1952              | 12 791 168 | Drapeau de la France · Drapeau de l'Italie                           |
| 1953  | Sous le plus grand chapiteau du monde                | Cecil B. DeMille         | 1952              | 9 488 114  | Drapeau des États-Unis                                               |
| 1954  | Si Versailles m'était conté...                       | Sacha Guitry             | 1954              | 6 986 788  | Drapeau de la France · Drapeau de l'Italie                           |
| 1955  | Vingt mille lieues sous les mers                     | Richard Fleischer        | 1954              | 9 619 259  | Drapeau des États-Unis                                               |
| 1956  | Michel Strogoff                                      | Carmine Gallone          | 1956              | 6 868 854  | Drapeau de la France · Drapeau de l'Italie                           |
| 1957  | Le Pont de la rivière Kwaï                           | David Lean               | 1957              | 13 481 750 | Drapeau du Royaume-Uni · Drapeau des États-Unis                      |
| 1958  | Les Dix Commandements                                | Cecil B. DeMille         | 1956              | 14 229 745 | Drapeau des États-Unis                                               |
| 1959  | La Vache et le Prisonnier                            | Henri Verneuil           | 1959              | 8 844 199  | Drapeau de la France · Drapeau de l'Italie                           |
| 1960  | Ben Hur                                              | William Wyler            | 1959              | 13 843 114 | Drapeau des États-Unis                                               |
| 1961  | Les Canons de Navarone                               | J. Lee Thompson          | 1961              | 10 197 729 | Drapeau des États-Unis · Drapeau du Royaume-Uni                      |
| 1962  | Le Jour le plus long                                 | Darryl F. Zanuck         | 1962              | 11 933 629 | Drapeau des États-Unis                                               |
| 1963  | La Grande Évasion                                    | John Sturges             | 1963              | 8 756 631  | Drapeau des États-Unis                                               |
| 1964  | Le Gendarme de Saint-Tropez                          | Jean Girault             | 1964              | 7 809 334  | Drapeau de la France · Drapeau de l'Italie                           |
| 1965  | Le Corniaud                                          | Gérard Oury              | 1965              | 11 740 438 | Drapeau de la France · Drapeau de l'Italie                           |
| 1966  | La Grande Vadrouille                                 | Gérard Oury              | 1966              | 17 272 987 | Drapeau de la France · Drapeau du Royaume-Uni                        |
| 1967  | Les Grandes Vacances                                 | Jean Girault             | 1967              | 6 986 917  | Drapeau de la France · Drapeau de l'Italie                           |
| 1968  | Le gendarme se marie                                 | Jean Girault             | 1968              | 6 828 626  | Drapeau de la France                                                 |
| 1969  | Il était une fois dans l'Ouest                       | Sergio Leone             | 1968              | 14 862 831 | Drapeau des États-Unis · Drapeau de l'Italie                         |
| 1970  | Le Gendarme en balade                                | Jean Girault             | 1970              | 4 870 673  | Drapeau de la France                                                 |
| 1971  | Les Bidasses en folie                                | Claude Zidi              | 1970              | 7 460 911  | Drapeau de la France                                                 |
| 1972  | Orange mécanique                                     | Stanley Kubrick          | 1971              | 6 193 896  | Drapeau du Royaume-Uni                                               |
| 1973  | Les Aventures de Rabbi Jacob                         | Gérard Oury              | 1973              | 7 295 811  | Drapeau de la France · Drapeau de l'Italie                           |
| 1974  | Emmanuelle                                           | Just Jaeckin             | 1974              | 8 894 024  | Drapeau de la France                                                 |
| 1975  | La Tour infernale                                    | John Guillermin          | 1974              | 4 466 376  | Drapeau des États-Unis                                               |
| 1976  | Les Dents de la Mer                                  | Steven Spielberg         | 1975              | 6 261 062  | Drapeau des États-Unis                                               |
| 1977  | Les Aventures de Bernard et Bianca                   | Wolfgang Reitherman      | 1977              | 7 216 276  | Drapeau des États-Unis                                               |
| 1978  | Midnight Express                                     | Alan Parker              | 1978              | 5 973 335  | Drapeau des États-Unis · Drapeau du Royaume-Uni                      |
| 1979  | Le Gendarme et les Extra-terrestres                  | Jean Girault             | 1979              | 6 280 070  | Drapeau de la France                                                 |
| 1980  | La Boum                                              | Claude Pinoteau          | 1980              | 4 378 430  | Drapeau de la France                                                 |
| 1981  | La Chèvre                                            | Francis Veber            | 1981              | 7 079 674  | Drapeau de la France                                                 |
| 1982  | E.T., l'extra-terrestre                              | Steven Spielberg         | 1982              | 7 881 332  | Drapeau des États-Unis                                               |
| 1983  | Les dieux sont tombés sur la tête                    | Jamie Uys                | 1980              | 5 950 061  | Drapeau du Botswana                                                  |
| 1984  | Marche à l'ombre                                     | Michel Blanc             | 1984              | 6 168 425  | Drapeau de la France                                                 |
| 1985  | Trois hommes et un couffin                           | Coline Serreau           | 1985              | 10 251 465 | Drapeau de la France                                                 |
| 1986  | Jean de Florette                                     | Claude Berri             | 1986              | 7 223 657  | Drapeau de la France                                                 |
| 1987  | Crocodile Dundee                                     | Peter Faiman             | 1986              | 5 887 982  | Drapeau de l'Australie                                               |
| 1988  | L'Ours                                               | Jean Jacques Annaud      | 1987              | 9 136 803  | Drapeau de la France                                                 |
| 1989  | Rain Man                                             | Barry Levinson           | 1988              | 6 474 520  | Drapeau des États-Unis                                               |
| 1990  | Le Cercle des poètes disparus                        | Peter Weir               | 1989              | 6 599 969  | Drapeau des États-Unis                                               |
| 1991  | Danse avec les loups                                 | Kevin Costner            | 1990              | 7 280 124  | Drapeau des États-Unis                                               |
| 1992  | Basic Instinct                                       | Paul Verhoeven           | 1992              | 4 615 376  | Drapeau des États-Unis · Drapeau de la France                        |
| 1993  | Les Visiteurs                                        | Jean-Marie Poiré         | 1993              | 13 782 991 | Drapeau de la France                                                 |
| 1994  | Le Roi Lion                                          | R. Minkoff - R. Allers   | 1994              | 10 135 871 | Drapeau des États-Unis                                               |
| 1995  | Les Trois Frères                                     | B. Campan - D. Bourdon   | 1995              | 6 897 098  | Drapeau de la France                                                 |
| 1996  | Le Bossu de Notre-Dame                               | G. Trousdale - K. Wise   | 1996              | 6 833 195  | Drapeau des États-Unis                                               |
| 1997  | Le Cinquième Élément                                 | Luc Besson               | 1997              | 7 727 697  | Drapeau de la France                                                 |
| 1998  | Titanic                                              | James Cameron            | 1998              | 20 634 793 | Drapeau des États-Unis                                               |
| 1999  | Astérix et Obélix contre César                       | Claude Zidi              | 1999              | 8 948 624  | Drapeau de la France · Drapeau de l'Italie · Drapeau de l'Allemagne  |
| 2000  | Taxi 2                                               | Gérard Krawczyk          | 2000              | 10 349 454 | Drapeau de la France                                                 |
| 2001  | Harry Potter à l’école des sorciers                  | Chris Columbus           | 2001              | 9 470 090  | Drapeau des États-Unis · Drapeau du Royaume-Uni                      |
| 2002  | Astérix et Obélix : Mission Cléopâtre                | Alain Chabat             | 2002              | 14 559 509 | Drapeau de la France                                                 |
| 2003  | Le Monde de Nemo                                     | A. Stanton - L. Unkrich  | 2003              | 9 311 689  | Drapeau des États-Unis                                               |
| 2004  | Les Choristes                                        | Christophe Barratier     | 2004              | 8 696 013  | Drapeau de la France · Drapeau de la Suisse · Drapeau de l'Allemagne |
| 2005  | Harry Potter et la Coupe de Feu                      | Mike Newell              | 2005              | 7 732 071  | Drapeau des États-Unis · Drapeau du Royaume-Uni                      |
| 2006  | Les Bronzés 3                                        | Patrice Leconte          | 2006              | 10 355 928 | Drapeau de la France                                                 |
| 2007  | Ratatouille                                          | Brad Bird                | 2007              | 7 845 210  | Drapeau des États-Unis                                               |
| 2008  | Bienvenue chez les Ch'tis                            | Dany Boon                | 2008              | 20 489 303 | Drapeau de la France                                                 |
| 2009  | Avatar                                               | James Cameron            | 2009              | 14 677 888 | Drapeau des États-Unis                                               |
| 2010  | Harry Potter et les Reliques de la Mort - 1re partie | David Yates              | 2010              | 6 016 779  | Drapeau des États-Unis · Drapeau du Royaume-Uni                      |
| 2011  | Intouchables                                         | E.Toledano - O.Nakache   | 2011              | 19 490 688 | Drapeau de la France                                                 |
| 2012  | Skyfall                                              | Sam Mendes               | 2012              | 7 003 902  | Drapeau du Royaume-Uni · Drapeau des États-Unis                      |
| 2013  | La Reine des neiges                                  | C. Buck - J. Lee         | 2013              | 5 151 855  | Drapeau des États-Unis                                               |
| 2014  | Qu'est-ce qu'on a fait au Bon Dieu ?                 | Philippe de Chauveron    | 2014              | 12 361 430 | Drapeau de la France                                                 |
| 2015  | Star Wars, épisode VII : Le Réveil de la Force       | J. J. Abrams             | 2015              | 10 505 479 | Drapeau des États-Unis                                               |
| 2016  | Vaiana : La Légende du bout du monde                 | J. Musker - R. Clements  | 2016              | 5 625 807  | Drapeau des États-Unis                                               |
| 2017  | Star Wars, épisode VIII : Les Derniers Jedi          | Rian Johnson             | 2017              | 7 076 549  | Drapeau des États-Unis                                               |
| 2018  | Les Indestructibles 2                                | Brad Bird                | 2018              | 5 845 365  | Drapeau des États-Unis                                               |
| 2019  | Le Roi lion                                          | Jon Favreau              | 2019              | 10 017 995 | Drapeau des États-Unis                                               |
| 2020  | Tenet                                                | Christopher Nolan        | 2020              | 2 349 310  | Drapeau des États-Unis · Drapeau du Royaume-Uni                      |
| 2021  | Spider-Man: No Way Home                              | Jon Watts                | 2021              | 7 337 229  | Drapeau des États-Unis                                               |
| 2022  | Avatar : La Voie de l'eau                            | James Cameron            | 2022              | 14 000 537 | Drapeau des États-Unis                                               |
| 2023  | Super Mario Bros. le film                            | A. Horvath - M. Jelenic  | 2023              | 7 375 873  | Drapeau des États-Unis · Drapeau du Japon                            |
| 2024  | Un p'tit truc en plus                                | Artus                    | 2023              | 10 829 118 | Drapeau de la France                                                 |

## Commentaires

### Par pays d'origine des films
(y compris les coproductions)
- 44 fois : États-Unis
- 36 fois : France
- 11 fois : Italie
- 10 fois : Royaume-Uni
- 2 fois : Allemagne
- 1 fois : Afrique du Sud
- 1 fois : Australie
- 1 fois : Botswana
- 1 fois : Espagne
- 1 fois : Japon
- 1 fois : Suisse

### Par genres
(Nombreux films appartiennent à différents genres)
- 23 fois : Comédie (1952, 1964, 1965, 1966, 1967, 1968, 1970, 1971, 1973, 1979, 1981, 1984, 1985, 1987, 1993, 1995, 1999, 2000, 2002, 2006, 2008, 2014, 2024)
- 12 fois : Dessins animés / animation (1944, 1946, 1977, 1994, 1996, 2003, 2007, 2013, 2016, 2018, 2019, 2023)
- 11 fois : Drame (1948, 1949, 1950, 1958, 1961, 1962, 1978, 1988, 1990, 1991, 1998)
- 11 fois : Science-fiction (1955, 1972, 1979, 1981, 1983, 1997, 2009, 2015, 2017, 2020, 2022)
- 10 fois : Comédie dramatique (1943, 1945, 1953, 1954, 1959, 1980, 1986, 1989, 2004, 2011)
- 8 fois : Histoire (1949, 1951, 1954, 1956, 1958, 1960, 1969, 1991)
- 7 fois : Guerre (1947, 1950, 1957, 1961, 1962, 1963, 1966)
- 7 fois : Romance (1948, 1950, 1980, 1985, 1988, 1992, 1998)
- 7 fois : Aventure (1955, 1956, 1957, 1961, 1966, 1987, 1991)
- 5 fois : Fantastique (1955, 1993, 2001, 2005, 2010)
- 2 fois : Catastrophe (1975, 1998)
- 2 fois : Super-héros (2018, 2021)
- 1 fois : Érotique (1974)
- 1 fois : Horreur (1976)
- 1 fois : Thriller (1992)
- 1 fois : Espionnage (2012)

### Par Réalisateurs
- 5 fois : Film de Jean Girault (1964, 1967, 1968, 1970, 1978)
- 3 fois : Film de Cecil B. DeMille (1951, 1953, 1958)
- 3 fois : Film de Gérard Oury (1965, 1966, 1973)
- 3 fois : Film de James Cameron (1998, 2009, 2022)
- 2 fois :  Film de Victor Fleming (1949 et 1950)
- 2 fois : Film de Claude Zidi (1971, 1999)
- 2 fois : Film de  Steven Spielberg (1976, 1983)
- 2 fois : Film de Brad Bird (2007, 2018).

### Par acteurs
- 8 fois : Films avec Louis de Funès (1964, 1965, 1966, 1967, 1968, 1970, 1973, 1979)
- 7 fois : Films avec Guy Grosso (1964, 1965, 1966, 1967, 1968, 1970, 1979)
- 6 fois : Films avec Michel Galabru (1964, 1968, 1970, 1979, 1999, 2008)
- 6 fois : Films avec Michel Modo (1964, 1965, 1966, 1968, 1970, 1979)
- 5 fois : Films avec Christian Clavier (1993, 1999, 2002, 2006, 2014)
- 4 fois : Films avec Bourvil (1954, 1962, 1965, 1966)
- 4 fois : Films avec Gérard Depardieu (1981, 1986, 1999, 2002)

## Sources
- Senscritique.com - Box-office France par année
- Jpbox-office.com - Box-office France par année